# Biharlonka
Biharlonka (románul Lunca) település Romániában Bihar megyében.

## Fekvése
Biharlonka a Belényesi medencében, Bihar megye délkeleti részén található, Belényestől délre, Nagyváradtól 84 km-re délkeletre. Keleten Felsőmezős, nyugaton az arad megyei Menyháza, délen Vaskoh város, északon pedig Vaskohsziklás város és Rény község határolja. A település a Fekete-Körös partján fekszik, a Bihar-hegység és a Béli-hegység találkozásánál.

## Története
1588-ban említik először a források Lonka néven. Mivel a falu mellett húzodott az Erdélyi Fejedelemség és a Török hódoltság közti határ, a falunak többször is el kellett viselnie a török-tatár csapatok, a császári csapatok, vagy az erdélyi hadsereg pusztításait.
Ebben az időben a falu lakossága családonként köteles volt befizetni 17 dénár adót családonként, ezenkívül karácsonykor a falu minden családja köteles volt beszolgáltatni egy - egy tyúkot, húsvétkor pedig a tyúkok mellett egy nyulat is.
A trianoni békeszerződésig Bihar vármegye belényesi járásához tartozott. A második bécsi döntés nem érintette.

## Lakossága
1910-ben 1095 lakosa volt, ebből 883 román, 197 magyar (17,9%), 4 német és 11 más nemzetiségű volt. 

2002-ben 977 lakosából 960 román, 6 magyar (0,6%), 11 cigány volt. A lakosság szinte teljesen mezőgazdasággal foglalkozik. a település lakossága elöregedő, a fiatalok a stabil munkalehetőség hiánya miatt elhagyják a falut és városokba költöznek, vagy elhagyják az országot is. A környékbeli bányák bezárása miatt, a munkanélküliek száma nagyon megnőtt.
Az iskola területén egy óvoda, és egy általános iskola működik, ezekben összesen 360 gyerek tanul, az egész községből.